# Eredivisie 2016-2017 (calcio femminile)
L'edizione 2016-2017 è stata la settima dell'Eredivisie, la massima serie a carattere professionistico del campionato olandese. Il torneo prese il via il 2 settembre 2016 e si concluse il 26 maggio 2017.
Il campionato è stato vinto dall'Ajax per la prima volta nella sua storia.

## Stagione

### Novità
Rispetto all'edizione 2015-2016, il numero di squadre partecipanti aumentò di un'unità con l'ammissione dell'Achilles '29.

### Formato
Il formato del torneo venne modificato con l'istituzione di una doppia fase. Nella prima fase di stagione regolare le otto squadre partecipanti si sono affrontate in un girone all'italiana, affrontandosi tre volte per un totale di 21 giornate. Al termine della stagione regolare, le prime quattro classificate sono state ammesse al girone per il titolo, mentre le restanti quattro sono state ammesse al girone per i piazzamenti; le squadre accedevano alla seconda fase con metà dei punti conquistati nella prima fase, con eventuale arrotondamento per eccesso. In ciascuno dei due gironi della seconda fase le squadre si sono affrontate in partite di andata e ritorno, per un totale di 6 giornate. La squadra prima classificata nel girone per il titolo veniva dichiarata campione dei Paesi Bassi e veniva ammessa alla UEFA Women's Champions League per la stagione successiva. Non erano previste retrocessioni.

## Squadre partecipanti
| Club         | Città      | Stadio                          | Stagione precedente    |
| ------------ | ---------- | ------------------------------- | ---------------------- |
| Achilles '29 | Groesbeek  | Complesso sportivo De Heikant   | -                      |
| ADO Den Haag | L'Aia      | Kyocera Stadion                 | 4º posto in Eredivisie |
| Ajax         | Amsterdam  | Complesso sportivo De Toekomst  | 2º posto in Eredivisie |
| Heerenveen   | Heerenveen | Complesso sportivo Skoatterwâld | 6º posto in Eredivisie |
| PEC Zwolle   | Zwolle     | IJsseldelta Stadion             | 7º posto in Eredivisie |
| PSV          | Eindhoven  | Jan Louwers Stadion             | 3º posto in Eredivisie |
| Telstar      | Velsen     | Stadio Rabobank IJmond          | 5º posto in Eredivisie |
| Twente       | Enschede   | De Grolsch Veste                | 1º posto in Eredivisie |

## Prima fase

### Classifica finale
|  | Pos. | Squadra      | Pt | G  | V  | N | P  | GF | GS | DR  |
|  | ---- | ------------ | -- | -- | -- | - | -- | -- | -- | --- |
|  | 1.   | Ajax         | 54 | 21 | 17 | 3 | 1  | 49 | 11 | +38 |
|  | 2.   | Twente       | 43 | 21 | 13 | 4 | 4  | 62 | 25 | +37 |
|  | 3.   | PSV          | 39 | 21 | 12 | 3 | 6  | 56 | 26 | +30 |
|  | 4.   | ADO Den Haag | 39 | 21 | 12 | 3 | 6  | 43 | 35 | +8  |
|  | 5.   | Telstar      | 22 | 21 | 6  | 4 | 11 | 42 | 52 | -10 |
|  | 6.   | Heerenveen   | 18 | 21 | 5  | 3 | 13 | 32 | 47 | -15 |
|  | 7.   | Achilles '29 | 16 | 21 | 5  | 1 | 15 | 21 | 68 | -47 |
|  | 8.   | PEC Zwolle   | 9  | 21 | 2  | 3 | 16 | 24 | 65 | -41 |

Legenda:
      Ammessa al girone per il titolo.
      Ammessa al girone per i piazzamenti.
Regolamento:
Tre punti a vittoria, uno a pareggio, zero a sconfitta.

### Risultati
|              | Ach  | Ach  | ADO  | ADO  | Aja  | Aja  | Hee  | Hee  | PEC  | PEC  | PSV  | PSV  | Tel  | Tel  | Twe  | Twe  |
| ------------ | ---- | ---- | ---- | ---- | ---- | ---- | ---- | ---- | ---- | ---- | ---- | ---- | ---- | ---- | ---- | ---- |
| Achilles '29 | –––– | –––– | 0-4  | 0-5  | 0-2  | –––- | 1-3  | 5-0  | 3-1  | 3-2  | 0-5  | –––- | 0-1  | –––- | 1-2  | –––- |
| ADO Den Haag | 4-1  | –––- | –––– | –––– | 0-2  | –––- | 2-1  | 2-2  | 4-3  | –––- | 3-1  | 1-0  | 3-1  | 1-7  | 3-2  | 0-2  |
| Ajax         | 1-0  | 6-1  | 1-1  | 1-0  | –––- | –––– | 2-0  | –––- | 5-0  | –––- | 2-1  | –––- | 3-0  | –––- | 1-0  | 1-0  |
| Heerenveen   | 6-0  | –––- | 2-1  | –––- | 0-1  | 0-1  | –––– | –––– | 3-4  | 4-0  | 2-1  | 1-2  | 2-2  | 2-3  | 1-3  | –––- |
| PEC Zwolle   | 0-2  | –––- | 0-1  | 2-3  | 0-4  | 0-5  | 2-2  | –––- | –––– | –––– | 0-2  | 1-3  | 1-4  | 4-3  | 1-4  | –––- |
| PSV          | 0-0  | 5-0  | 3-3  | –––- | 1-2  | 1-0  | 6-0  | –––- | 6-0  | –––- | –––– | –––– | 5-1  | 4-0  | 2-5  | –––- |
| Telstar      | 6-1  | 1-2  | 1-2  | –––- | 3-6  | 1-1  | 2-0  | –––- | 1-1  | –––- | 1-3  | –––- | –––– | –––- | 1-3  | 2-7  |
| Twente       | 7-1  | 7-0  | 3-0  | –––- | 2-2  | –––- | 4-1  | 3-0  | 1-0  | 2-2  | 1-1  | 3-4  | 1-1  | –––- | –––– | –––– |

## Seconda fase

### Girone per il titolo

#### Classifica finale
|  | Pos. | Squadra      | Pt | G | V | N | P | GF | GS | DR |
|  | ---- | ------------ | -- | - | - | - | - | -- | -- | -- |
|  | 1.   | Ajax         | 41 | 6 | 4 | 2 | 0 | 8  | 3  | +5 |
|  | 2.   | Twente       | 36 | 6 | 4 | 2 | 0 | 12 | 4  | +8 |
|  | 3.   | PSV          | 23 | 6 | 1 | 0 | 5 | 4  | 8  | -4 |
|  | 4.   | ADO Den Haag | 23 | 6 | 1 | 0 | 5 | 4  | 13 | -9 |

Legenda:
      Campione dei Paesi Bassi e ammessa alla UEFA Women's Champions League 2017-2018.
Regolamento:
Tre punti a vittoria, uno a pareggio, zero a sconfitta.
Punti portati dalla prima fase:
- Ajax 27 punti
- Twente 22 punti
- PSV 20 punti
- ADO Den Haag 20 punti

#### Risultati
|              | ADO  | Aja  | PSV  | Twe  |
| ------------ | ---- | ---- | ---- | ---- |
| ADO Den Haag | –––– | 0-1  | 2-1  | 1-2  |
| Ajax         | 2-1  | –––– | 1-0  | 1-1  |
| PSV          | 2-0  | 0-2  | –––– | 0-1  |
| Twente       | 5-0  | 1-1  | 2-1  | –––– |

### Girone per i piazzamenti

#### Classifica finale
|  | Pos. | Squadra      | Pt | G | V | N | P | GF | GS | DR |
|  | ---- | ------------ | -- | - | - | - | - | -- | -- | -- |
|  | 5.   | Telstar      | 26 | 6 | 5 | 0 | 1 | 19 | 13 | +6 |
|  | 6.   | Heerenveen   | 21 | 6 | 4 | 0 | 2 | 21 | 13 | +8 |
|  | 7.   | Achilles '29 | 14 | 6 | 2 | 0 | 4 | 8  | 16 | -8 |
|  | 8.   | PEC Zwolle   | 8  | 6 | 1 | 0 | 5 | 11 | 17 | -6 |

Regolamento:
Tre punti a vittoria, uno a pareggio, zero a sconfitta.
Punti portati dalla prima fase:
- Telstar 11 punti
- Heerenveen 9 punti
- Achilles '29 8 punti
- Zwolle 5 punti

#### Risultati
|              | Ach  | Hee  | PEC  | Tel  |
| ------------ | ---- | ---- | ---- | ---- |
| Achilles '29 | –––– | 1-3  | 2-1  | 3-0  |
| Heerenveen   | 5-0  | –––– | 5-1  | 2-5  |
| PEC Zwolle   | 3-1  | 2-3  | –––– | 1-2  |
| Telstar      | 4-1  | 4-3  | 4-3  | –––– |

## Statistiche

### Classifica marcatrici
Classifica comprensiva delle due fasi.
| Gol |  |  | Giocatore                   | Squadra      |
| --- |  |  | --------------------------- | ------------ |
| 21  |  |  | Katja Snoeijs               | Telstar      |
| 19  |  |  | Ellen Jansen                | Twente       |
| 19  |  |  | Marjolijn van den Bighelaar | Ajax         |
| 16  |  |  | Simone Kets                 | Heerenveen   |
| 15  |  |  | Babiche Roof                | Telstar      |
| 13  |  |  | Vanity Lewerissa            | PSV          |
| 12  |  |  | Linda Bakker                | Telstar      |
| 10  |  |  | Jassina Blom                | Heerenveen   |
| 10  |  |  | Pia Rijsdijk                | ADO Den Haag |
| 9   |  |  | Lineth Beerensteyn          | Twente       |
| 9   |  |  | Myrthe Moorrees             | PSV          |
| 9   |  |  | Jill Roord                  | Twente       |
| 9   |  |  | Desiree van Lunteren        | Ajax         |